# Impatiens tomentella
Impatiens tomentella är en balsaminväxtart som beskrevs av Joseph Dalton Hooker. Impatiens tomentella ingår i släktet balsaminer, och familjen balsaminväxter. Inga underarter finns listade i Catalogue of Life.